# La smania addosso
La smania addosso è un film del 1962 diretto da Marcello Andrei. 
Commedia grottesca che ironizza sulla tradizione siciliana del matrimonio riparatore. Gli attori parlano un misto di siciliano ed italiano.

## Trama
Totò e Nicola Badalà, due giovani siciliani, hanno violentato in un piccolo paese la loro amica Rosaria Trizzini. I familiari e le istituzioni del paese, Carabinieri e mafia compresi, esigono il matrimonio riparatore da parte di uno dei due giovani, ma la cosa non è semplice perché chiunque dei due giovani sposasse la donna sarebbe in partenza, agli occhi di tutti, un marito cornuto. Due importanti avvocati riescono a scagionare i loro assistiti nel processo: Totò perché è stato provocato, e Nicola perché impotente. Il destino vuole che Totò si innamori della giovane violentata Rosaria, mentre Nicola si innamora della sua amica Carmelina.

## Produzione
Prodotto dalla MEC Cinematografica di Achille Filo Della Torre e Aldo Calamarà, la pellicola venne realizzata negli stabilimenti della Titanus a Roma, con alcune riprese tenutesi nel comune siciliano di Montevago, per uscire nelle sale in prima il 20 febbraio 1962.